# Пухта, Георг Фридрих
Георг Фридрих Пу́хта (нем. Georg Friedrich Puchta, 31 августа 1798, Кадольцбург — 8 января 1846, Берлин) — немецкий юрист, последователь Ф. Савиньи, представитель исторической школы права.

## Биография
Георг Фридрих Пухта родился в Кадольцбурге в Баварии, в семье протестантских выходцев из Богемии, иммигрировавших в Германию, чтобы избежать религиозного преследования. Его отец, Вольфганг Генрих Пухта (1769—1845) был правоведом и председателем окружного суда в Эрлангене, поэтому Георг Фридрих рано познакомился с его юридической практикой и правовыми идеями.
До 1816 года Пухта посещал гимназию в Нюрнберге, где познакомился с работами Гегеля и увлёкся гегельянством.
В 1816 году он поступил в университет Эрлангена, где попал под влияние работ Савиньи и Нибура. Также в это время в университете Эрланген преподавал известный правовед Христиан Фридрих фон Глюк.
В 1820 году, после защиты диссертации «De itinere, actu et via» в университете Эрлангена, он получил степень доктора права и приглашение на должность приват-доцента.
После этого он предпринял путешествие по Германии и завёл хорошее знакомство со всеми представителями исторической школы, особенно с Гуго и Савиньи. В это время (в 1822 году) Георг Фридрих Пухта публикует свои «Лекции по энциклопедии права и юридической методологии» (Grundriß zu Vorlesungen über juristische Encyclopädie und Methodologie).
В 1828 году он стал ординарным профессором римского права в Мюнхене, а в 1835 году был назначен на кафедру римского и церковного права в Марбурге, но оставил её, переехав Лейпциг в 1837 году. В 1842 году он стал преемником Савиньи на юридическом факультете Берлинского университета.
В 1845 году Пухта становится членом Государственного совета (Staatsrat) и комиссии по реформе законодательства (Gesetzgebungskommission) Пруссии.
Георг Фридрих Пухта умер в Берлине в 1846 году; его кафедру вскоре возглавил Фридрих Людвиг фон Келлер.

## Основные идеи
Во взглядах Пухты отразилась консервативная позиция немецкой буржуазии первой половины XIX века; он рассматривал государство и право как порождения мистического «народного духа», основную задачу юристов видел в согласовании права с «развитием народа», предостерегал против «внезапного» (революционного) обновления феодального законодательства Германии.